# ثلثان
ثلثان  أو ثلثان حلو مر أو الكَاكَنْجُ النَّهْرِيُّ أو الخَلَصُ أو الحُلْوَةُ المُرَّةُ (الاسم العلمي: Solanum dulcamara) هو نبات من فصيلة الباذنجانية مداد متسلق بري تزييني، تمتد ساقه من 2 إلى 4 أمتار، فروعه ذات لحاء أملس وأوراقه ثلاثية أو خماسية التقريض تحمل عدة اوراق طويلة حادة الطرف، أزهاره عنقودية متدلية لونها بنفسجي، ثماره صغيرة الحجم كروية خضراء للون.
يزرع هذا النبات للزينة وتستعمل سيقانه في علاجات الطب الشعبي فهي معرقة خافضة للحرارة، تحمل حبوبا سامة.

## الوصف
جنبة تعلو حتى 4 أمتار، عارشة ومتدلية بواسطة عوالق تلتف على مساندها من النبات. أزهارها طويلة الزنيدات، بنفسجيو اللون، تزهر في منتصف الصيف. الزهرة خماسية البتلات النجمية الشكل. الثمرة عنبية لامعة، خضراء فحمراء. الطعم حلو وثم مر. الثمار لا تؤكل. يُزهر صيفًا في الأماكن الرطبة والسَّياجات، تنمو في الاماكن التي المظللة. انتشاره الجغرافي: أوروبا، سيبيريا، الصين، اليابان، القوقاز، شمال أفريقيا، لبنان، سوريا، تركيا.

## المركبات
غلوكوسيدات، سولانين، دولكاماريك، غلوكوصابونين.. نبات مُنق، مسهل، معرق، مضاد لكَظًّة الدم والسفلس والروماتيزم والنقرس ومضاد أيضًا للحليب. النبات مسجل في كودكس 1908، 1949 وأعيد تسجيله في كودكس 1975.

## الفوائد الطبية
إذا وجد دوخة أو وجع رأس عند الإنسان يقوم بلفها حول عنقه، تسعمل لتطهير الجروح، وتعتبر مخدر. ولم تعتبر دواء بعد عام 1907 لانها كانت تسبب الاضرار الكبيرة لجسم الإنسان.

## معرض الصور

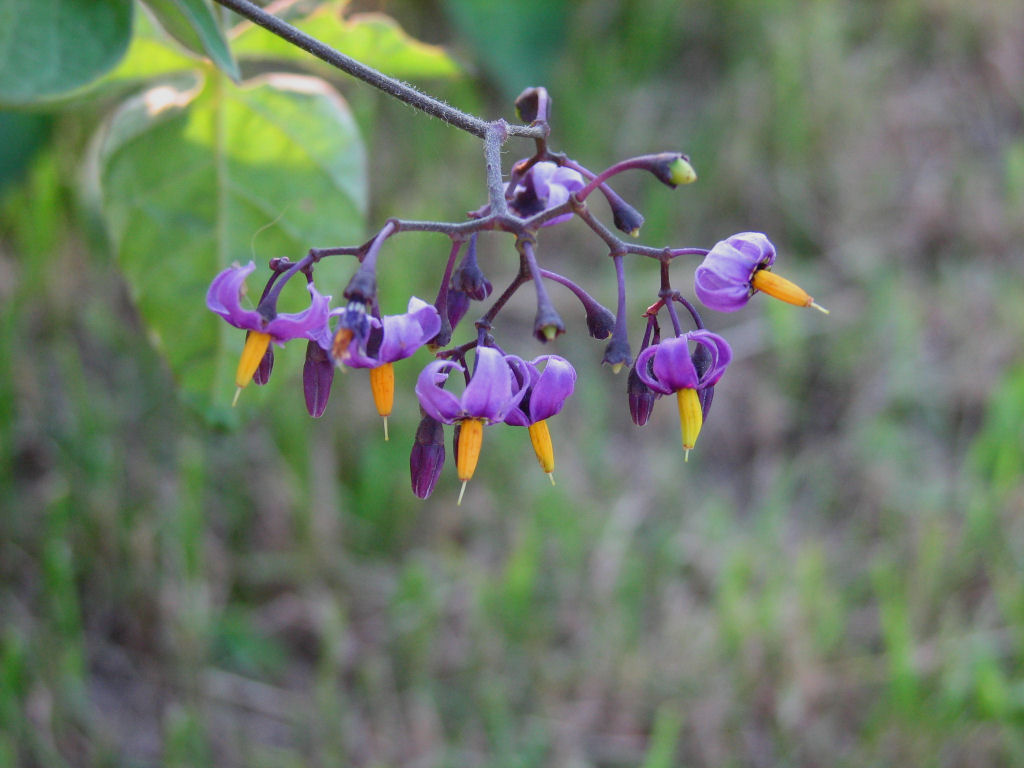
Flowers, أوتاوا، أونتاريو
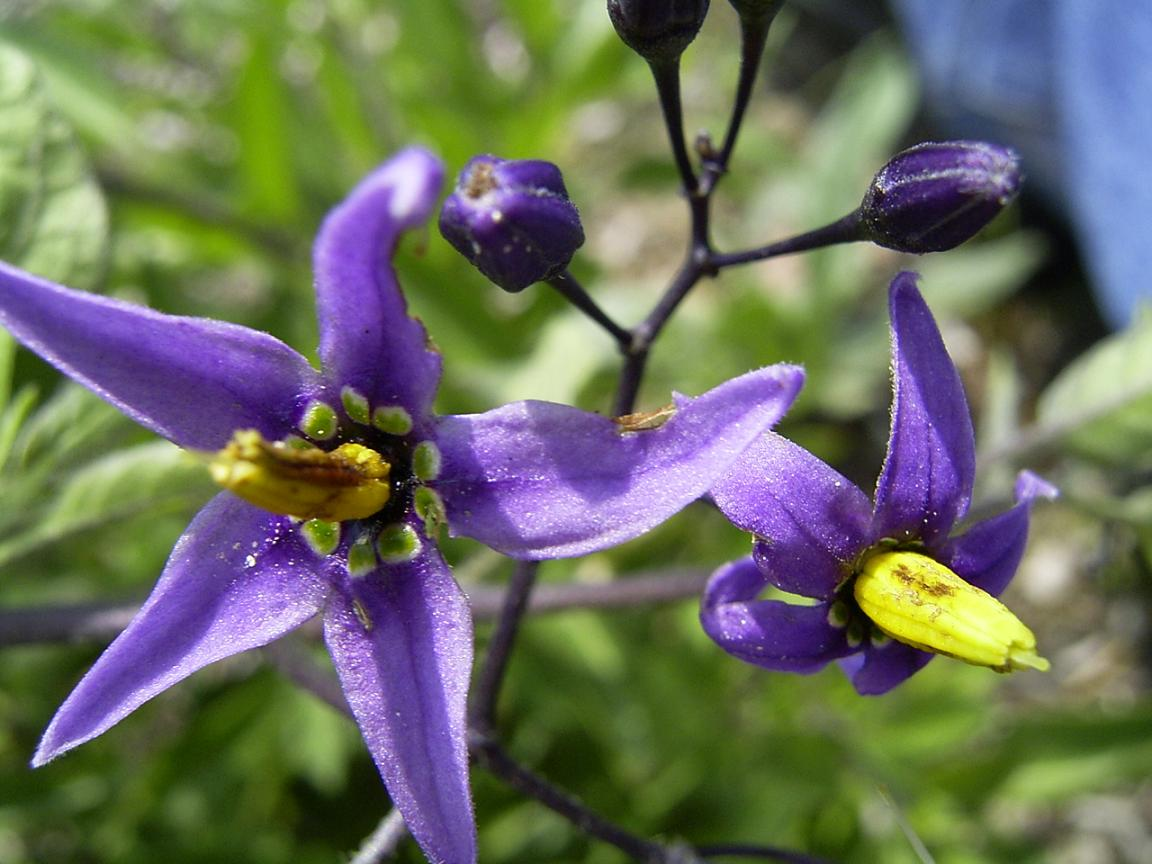
Flowers
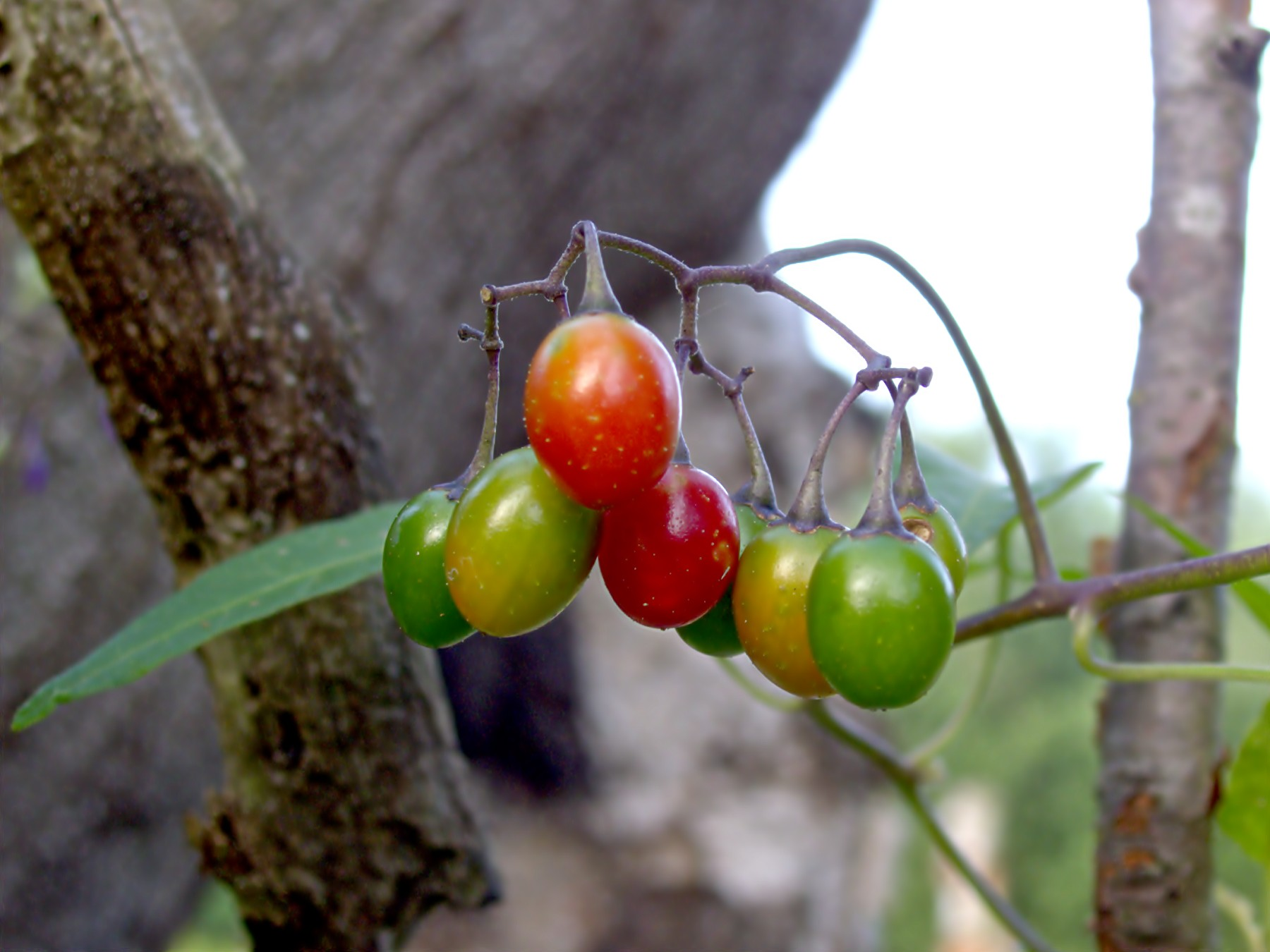
Fruits
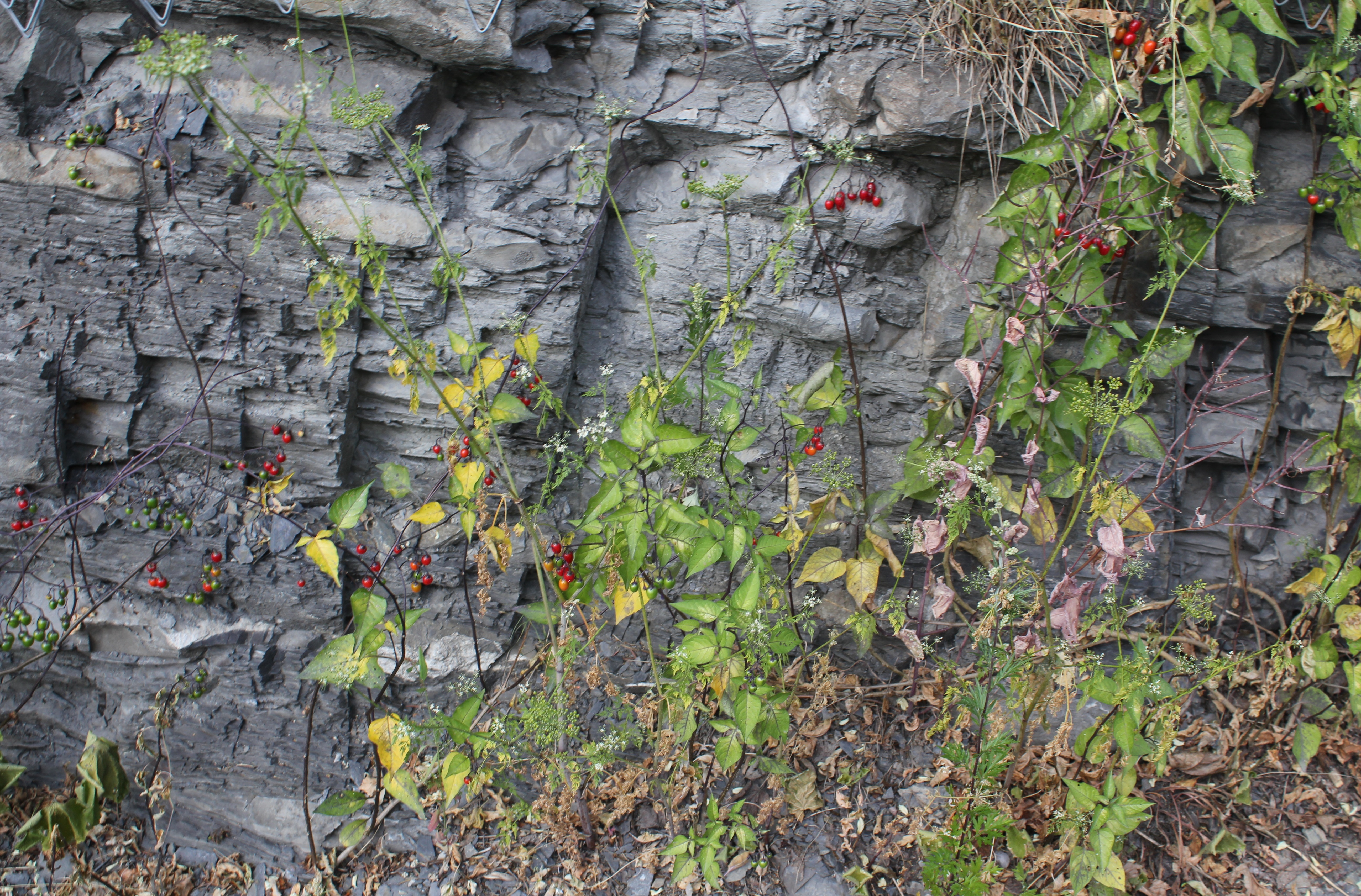
Solanum dulcamara
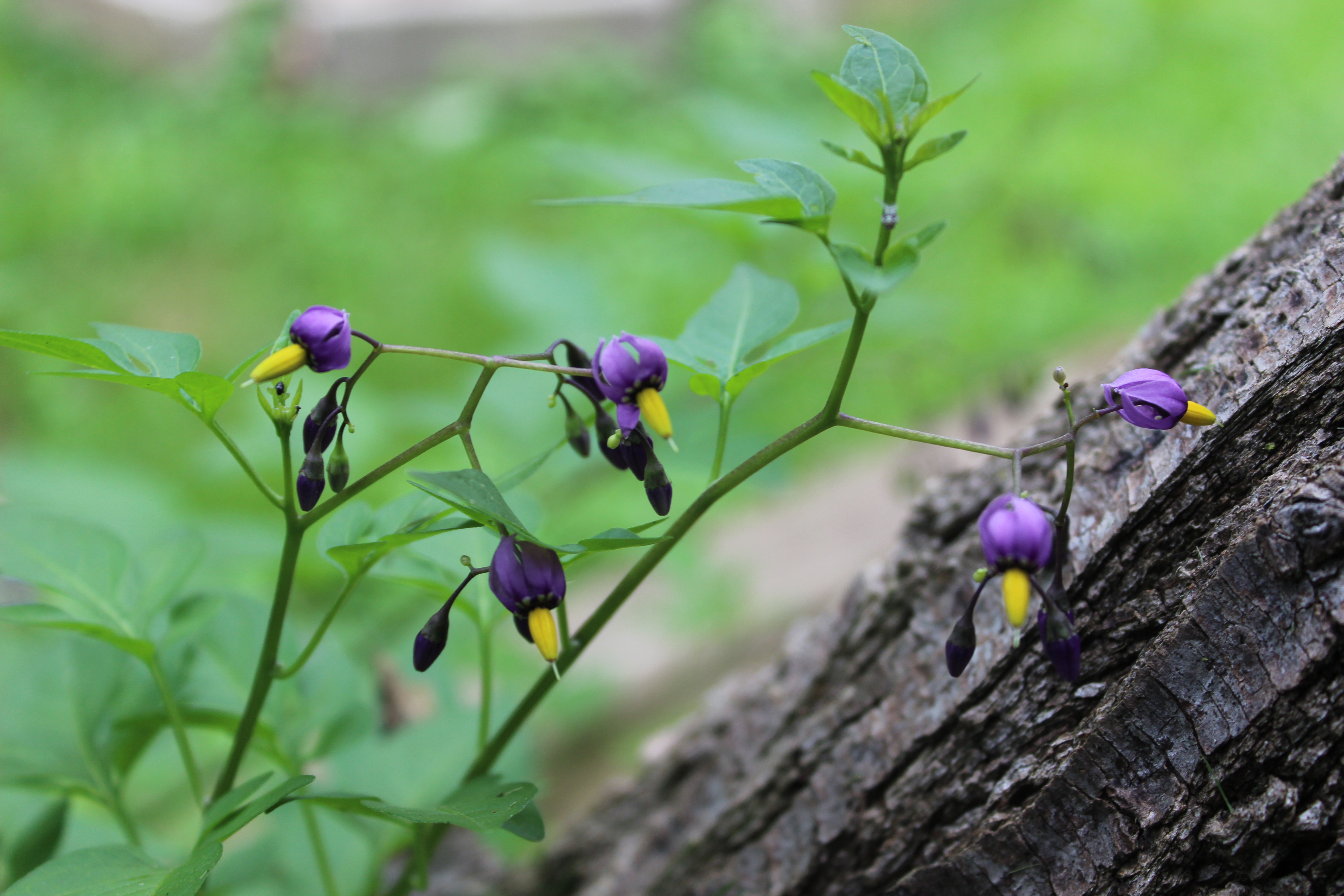
Bittersweet Nightshade in Clark County, Ohio.